# Campionati del mondo di ciclismo su strada 2023 - Gara in linea maschile Under-23
La ventottesima edizione della gara in linea maschile Under-23 dei Campionati del mondo di ciclismo su strada si è svolta il 12 agosto 2023 su un percorso iniziale ed un circuito finale da ripetfere 7 volte per un totale di 168,4 km, con partenza da Loch Lomond ed arrivoa a Glasgow in Scozia nel Regno Unito. La vittoria è stata appannaggio del francese Axel Laurance, il quale ha completato il percorso in 4h04'58", alla media di 41,246 km/h, precedendo il portoghese António Morgado e lo slovacco Martin Svrček.
Sul traguardo di Glasgow 79 dei 177 corridori partiti portarono a termine la competizione.

## Squadre e corridori partecipanti
| N.      | Cod. | Squadra             |
| ------- | ---- | ------------------- |
| 1-6     | KAZ  | Kazakistan          |
| 7-12    | FRA  | Francia             |
| 13-18   | ITA  | Italia              |
| 19-24   | DNK  | Danimarca           |
| 25-28   | SVN  | Slovenia            |
| 29-33   | PRT  | Portogallo          |
| 34-38   | GBR  | Regno Unito         |
| 39-43   | NLD  | Paesi Bassi         |
| 44-48   | ESP  | Spagna              |
| 49-53   | GER  | Germania            |
| 54-58   | NOR  | Norvegia            |
| 59-63   | CZE  | Rep. Ceca           |
| 64      | AUT  | Austria             |
| 65      | MEX  | Messico             |
| 66-70   | LUX  | Lussemburgo         |
| 71      | UZB  | Uzbekistan          |
| 72-74   | CHN  | Cina                |
| 75      | INA  | Indonesia           |
| 76      | UAE  | Emirati Arabi Uniti |
| 77      | POL  | Polonia             |
| 78-82   | USA  | Stati Uniti         |
| 83      | JPN  | Giappone            |
| 84      | HAI  | Haiti               |
| 85-88   | TUR  | Turchia             |
| 89-93   | EST  | Estonia             |
| 94-98   | RWA  | Ruanda              |
| 99-101  | ALG  | Algeria             |
| 102-106 | BEL  | Belgio              |
| 107-109 | RSA  | Sud Africa          |
| 110     | OMA  | Oman                |
| 111-112 | NZL  | Nuova Zelanda       |

| N.      | Cod. | Squadra     |
| ------- | ---- | ----------- |
| 113-115 | CAN  | Canada      |
| 116     | ETH  | Etiopia     |
| 117-119 | URU  | Uruguay     |
| 120-122 | LAT  | Lettonia    |
| 123     | MAL  | Malta       |
| 124-128 | UKR  | Ucraina     |
| 129     | CPV  | Capo Verde  |
| 130     | LES  | Lesotho     |
| 131     | BRA  | Brasile     |
| 132     | DMA  | Dominica    |
| 133     | MAU  | Mauritius   |
| 134     | ISR  | Israele     |
| 135     | ESA  | El Salvador |
| 136-140 | COL  | Colombia    |
| 141     | BOL  | Bolivia     |
| 142     | GRE  | Grecia      |
| 143     | LTU  | Lituania    |
| 144-146 | ERI  | Eritrea     |
| 147     | BLZ  | Belize      |
| 148     | PAK  | Pachistan   |
| 149-153 | SVK  | Slovacchia  |
| 154-155 | CHI  | Cile        |
| 156     | SWE  | Svezia      |
| 157-160 | CRC  | Costa Rica  |
| 161-165 | AUS  | Australia   |
| 166-170 | IRL  | Irlanda     |
| 171-173 | SUI  | Svizzera    |
| 174     | UGA  | Uganda      |
| 175     | FIN  | Finlandia   |
| 176-177 | KEN  | Kenia       |

## Ordine d'arrivo (Top 10)
| Pos. | Corridore         | Squadra     | Tempo    |
| ---- | ----------------- | ----------- | -------- |
| 1    | Axel Laurance     | Francia     | 4h04'58" |
| 2    | António Morgado   | Portogallo  | a 2"     |
| 3    | Martin Svrček     | Slovacchia  | s.t.     |
| 4    | Jack Rootkin-Gray | G. Bretagna | s.t.     |
| 5    | Lorenzo Milesi    | Italia      | s.t.     |
| 6    | Moritz Kretschy   | Germania    | a 9"     |
| 7    | Alec Segaert      | Belgio      | a 1'01"  |
| 8    | Iván Romeo        | Spagna      | s.t.     |
| 9    | Max Walker        | G. Bretagna | a 1'03"  |
| 10   | Pierre Gautherat  | Francia     | a 1'41"  |